# Финтан из Дуна
Финтан (VI век) — игумен из Дуна. День памяти — 3 января.
Святой Финтан, брат св. Финлага, был учеником св. Комгалла из Бангора, Ирландия. Он считается покровителем Дуна, графство Лимерик, где остаётся весьма почитаемым по сей день.

## Тропарь свв. Финтану и Финлагу, глас 1
Being brothers both in the flesh and in the Faith/
O honoured Fintan and Finlugh,/
you served our Saviour in your native land/
winning souls for Him by feats of ascetic piety./
Cease not your love for men,/
praying that our souls may also be saved.